# Мусури
Мусури́ (кор.무수리) — корейский термин, обозначающий дворцовых женщин-рабынь во времена Корё и Чосона. Их основными задачами были разные работы: черпание воды из колодца, разведение огня в камине, уборка и прочие тяжёлые обязанности.

## Этимология
В каждом дворце были колодцы, и черпать воду и доставлять её по мере необходимости было важной частью обязанностей томусури. По этой причине мусури также называли суса (水賜, буквально «дающая воду») или сусай (水賜伊, женщина, отвечающая за подачу воды), а их жилище называлось сусаган (水賜間, «место для тех, кто набирает воду»). С другой стороны, рабов-мужчин называли паджи́ (巴只). Хотя термины сусай и паджи не встречаются в Корёсе, книге, составленной об «Истории Корё», в «Анналах короля Тэджона» («Tэджон силлок») этот класс упоминается. Из этой записи королевский двор Чосон следовал системе прежнего государства Корё: молодых мальчиков, назначенных рабами-мужчинами, называли паджи, они отвечали за уборку во дворе, а рабынь называли сусай . Запись указывает, что система сусай и паджи существовала со времен династии Корё.
Термин мусури первоначально использовался при монгольском дворе[уточнить], поэтому предполагается, что этот термин вошёл в употребление в поздний период Корё. Сначала мусури входили и покидали дворец, но ван Тхэджон изменил систему, чтобы предотвратить распространение придворных дел[уточнить]. С декабря 1411 года по лунному календарю мусури постоянно пребывали при дворе.

## Роли и класс
Помимо набора воды, мусури поручали всю «чёрную» работу в соответствии с характером каждого ведомства дворца.
Они были из народа, в основном замужние женщины, и попадали во дворец по рекомендации наин. В широком смысле мусури входили в состав гуннё (придворных дам), но им иногда  разрешалось выходить за пределы дворца, что отличало их от гуннё со званием, которые поступали в это место в раннем возрасте и прошли обряд «гвалле» (冠禮, обряд совершеннолетия). Таким образом, мусури были служанками, помогавшими гуннё при дворе, и принадлежали к низшему классу общества. В качестве исключения из классовой системы было сказано, что ван Ёнджо  родился от вана Сукчона и наложницы Сук из клана Чхве, которая была мусури в покоях королевы Инхён (仁顯王后). Ёнджо был очень чувствителен к классу[уточнить] своей матери при жизни, избегая упоминания о её скромном происхождении.

## Одежда
Обычной одеждой мусури был тёмный ханбок из черноватого[уточнить] хлопка с добавлением красного. Они закручивали волосы в форму подушки и носили широкий пояс, сделанный из той же ткани, что и их одежда, с биркой (пэ, 牌) на нём. Бирка была эквивалентна удостоверению личности, когда они приходили на работу извне или отправлялись с поручением между зданиями дворца. В то время наин (помощницы придворных дам) и янбан (благородные женщины) носили очень короткую верхнюю одежду, называемую тонгыннэ́ чогори́ (동그래저고리), разновидность блузки-чогори, но блузка у рабынь-мусури была длинной, как у рабов мужского пола.